# Modlany
Modlany (en alemany, Modlan) és un municipi i poble del districte de Teplice a la regió d'Ústí nad Labem de la República Txeca.

## Administració
Els pobles de Drahkov, Kvítkov, Suché i Věšťany són parts administratives de Modlany. L'àrea del poble de Žichlice, que va ser abandonada el 1988 a causa de l'expansió de la mineria del carbó, també és administrada pel municipi.

## Geografia
Modlany es troba a uns 4 quilòmetres a l'est de Teplice i 9 km a l'oest d'Ústí nad Labem. La part nord del municipi amb el poble de Modlany es troba a la conca de Most, la part sud amb la resta de pobles es troba a les terres altes de la Bohèmia Central.

## Història
Modlany fou fundat l'any 1328. Originalment pertanyia a la finca del castell de Kyšperk. L'any 1665, el poble va ser adquirit per la Companyia de Jesús, que un any més tard hi va fundar una escola. El 1780 es va iniciar l'explotació del carbó i es van crear molts pous al voltant del poble.

## Destacable
L'edifici més valuós és l'església de sant Apol·linar. Fou construïda el 1687–1691.